# Икпенг (язык)
Икпенг (Chicao, Ikpeng, Tonore, Tunuli, Txikân, Txikão) — карибский язык, на котором говорит народ икпенг, проживающий в национальном парке Шингу в штате Мату-Гросу в Бразилии. В настоящее время у народа умеренная жизнеспособность. Первый контакт с этим народом произошёл в 1964 году. Также у икпенг низкая квалификация по португальскому языку.